# 악히사르 벨레디예스포르
악히사르 벨레디예스포르(튀르키예어: Akhisar Belediyespor)는 튀르키예 악히사르를 연고로 하는 프로 축구 클럽이다. 현재 터키 지역 아마추어 리그에 소속되어 있다.

## 선수 명단

### 현역
참고: FIFA 자격 규정에 따라 소속된 국가대표팀 국기를 표시합니다. 선수는 복수의 FIFA 비회원국 국적을 가지고 있을 수 있습니다.
| 번호 | 포지션 | 국적     | 이름      |
| ---- | ------ | -------- | --------- |
| 1    | GK     | 튀르키예 | 할릴 예랄 |

| 번호 | 포지션 | 국적 | 이름 |
| ---- | ------ | ---- | ---- |

## 역대 감독
| 감독              | 임기      |
| ----------------- | --------- |
| 함자 함자올루     | 2011~2014 |
| 호베르투 카를루스 | 2015      |
| 오칸 부루크       | 2017~2018 |
| 사페트 수시치     | 2018      |
| 왼데르 아리크     | 2024~     |

## 성적
- TFF 1. 리그
  - 우승 1회 (2011-12)

- TFF 2. 리그
  - 준우승 1회 (2009-10)